# Anchisaurus
Anchisaurus Marsh, 1885 è un genere di dinosauri erbivori, vissuti all'inizio del Giurassico (circa 200 milioni di anni fa) in Nordamerica.
Questo animale, lungo circa due metri, era un rappresentante primitivo del gruppo dei sauropodomorfi, che comprendono i successivi giganti dal collo lungo come Apatosaurus e Diplodocus. A differenza dei contemporanei (e generalmente più grandi) prosauropodi, l'anchisauro è attribuito alla linea evolutiva dei sauropodi. Dotato di un collo lungo e di un corpo allungato contenente un apparato digerente decisamente efficace, l'anchisauro si cibava di vegetali che strappava con i denti a forma di piolo. La forma delle zampe suggerisce che potesse avere sia andatura bipede che quadrupede.

## Etimologia
Anchisaurus (dal greco agkhi <anchi-; "vicino, stretto" + il greco sauros; "lucertola", con probabile riferimento all'interpretazione di Marsh del dinosauro come forma intermedia tra altri tipi primitivi di dinosauri) è un esempio di cosa si pensava essere un dinosauro primitivo nel XIX secolo. Il nome Anchisaurus fu coniato come sostituzione di Amphisaurus, che era a sua volta una sostituzione del nome per il Megadactylus di Hitchcock, entrambi già in uso per altri animali.

## Scoperta

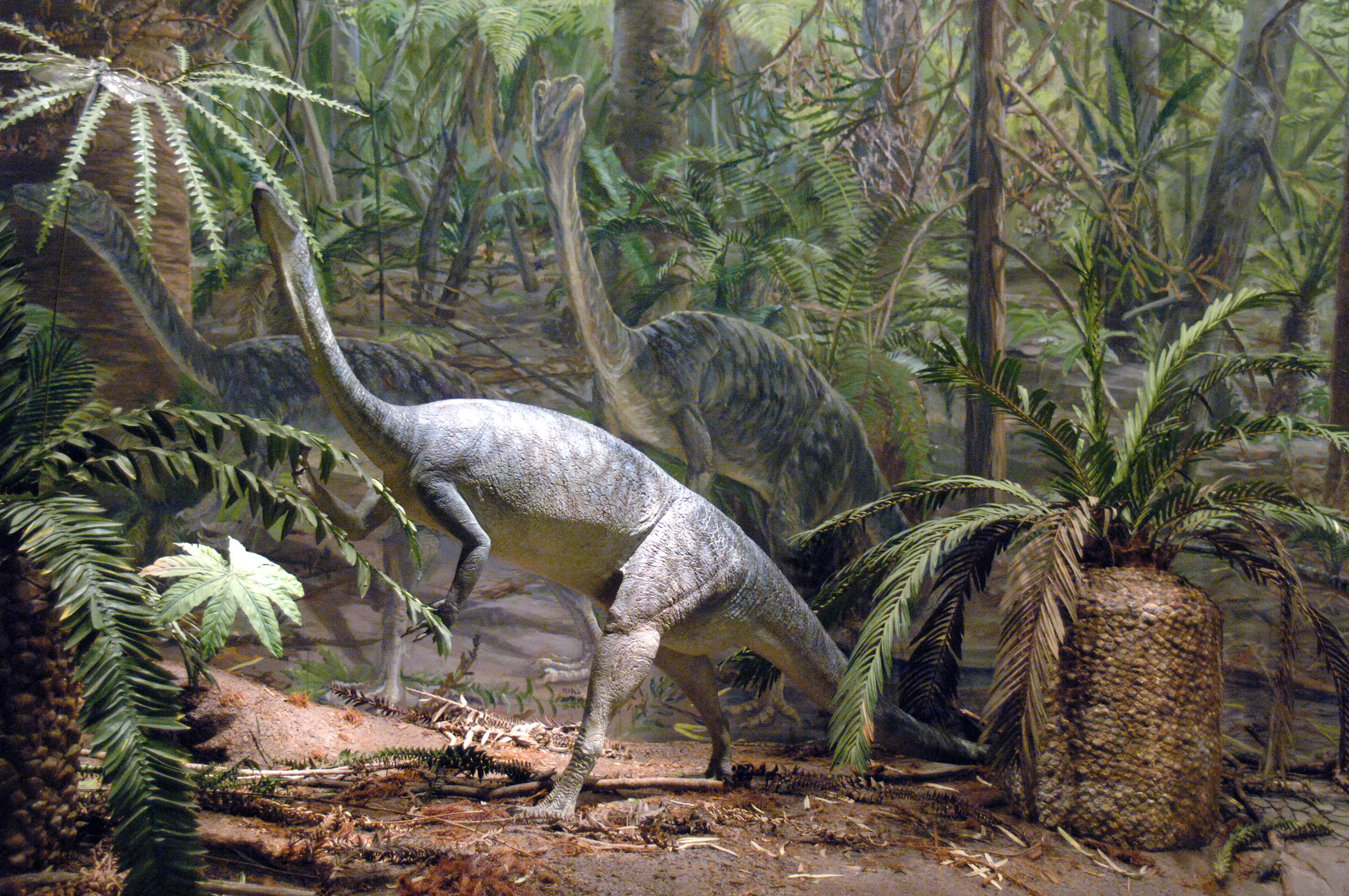
Ricostruzione museale di Anchisaurus

La prima scoperta di resti di Anchisaurus si ebbe addirittura prima della coniazione del termine "dinosauro". Esso fu probabilmente il primo dinosauro scoperto in Nord America, nel 1818.
In quell'anno, alcune grandi ossa furono scoperte nel Connecticut, USA, ed attribuite a resti umani.Successivamente, ne furono trovate altre nel Massachusetts e, a partire dal 1855, furono finalmente riconosciute come rettiliane. Hitchcock diede a queste ossa il nome di Megadactylus nel 1865. Sfortunatamente, il nome era già in uso, ed il famoso paleontologo Othniel Charles Marsh le rinominò in Anchisaurus nel 1885. Questo genere fu trovato anche in Sudafrica e Cina, confermando la teoria che queste masse continentali furono in passato unite a formare un unico super-continente, la Pangea. Una recente scoperta in Nuova Scozia potrebbe essere un Anchisaurus, ma non è confermato.
Ad oggi, alcune parti dello scheletro di Anchisaurus non sono state ancora rinvenute. Nelle ricostruzioni solitamente si assume che la coda ed il collo fossero simili a quelle dei prosauropodi. Recenti analisi, comunque, posizionano l'Anchisaurus fermamente alla base dei Sauropodi, rendendolo il più antico dei sauropodi conosciuti.

## Descrizione

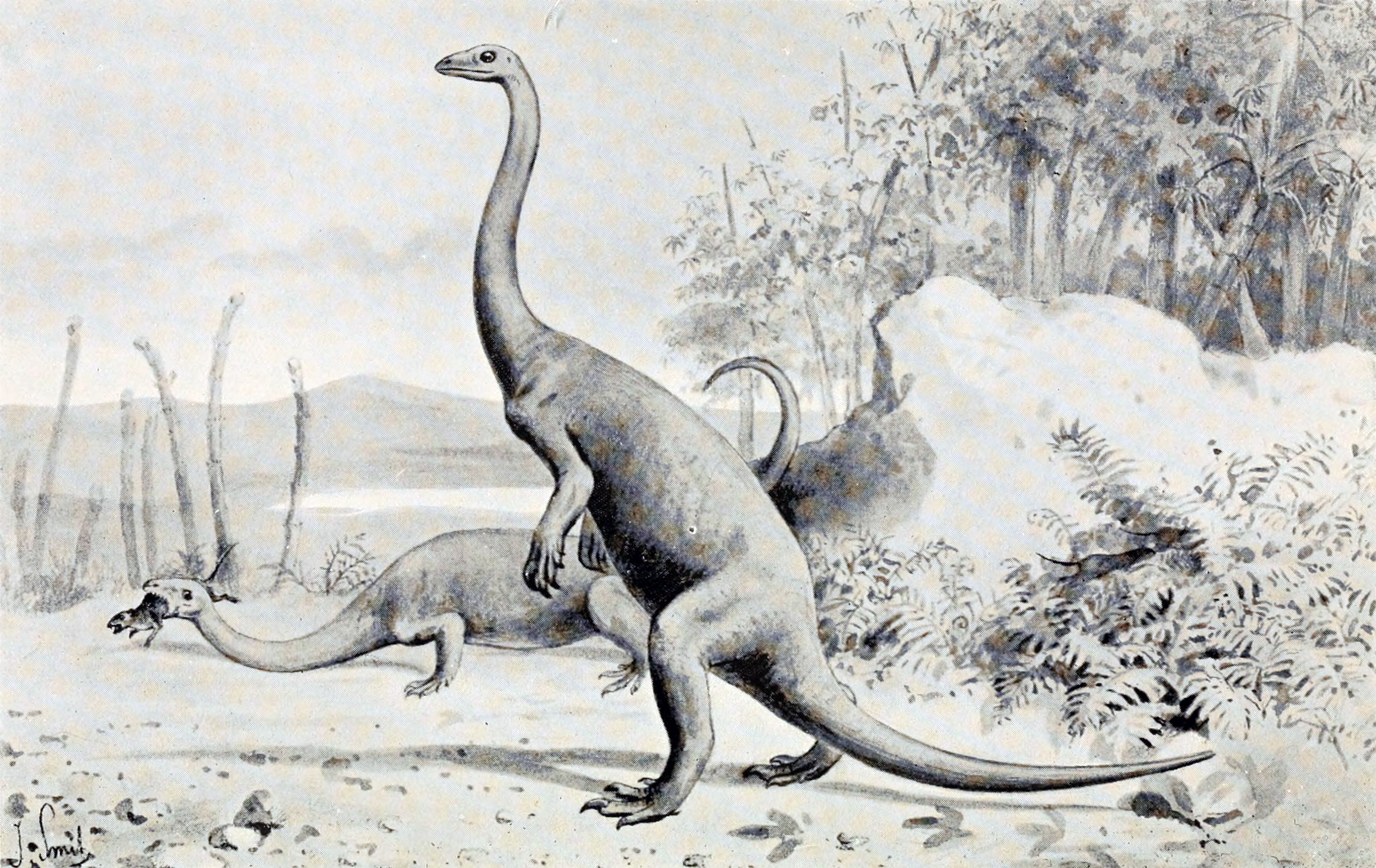
Illustrazione di Anchisaurus dell'inizio del XX secolo

Considerato il fatto che, nel corso dei secoli, le ossa di questo dinosauro sono state scambiate per umane, non è strano che l'Anchisaurus sia molto più piccolo rispetto ad altri dinosauri, con una lunghezza che non supera i 2 metri. Si stima che il peso fosse di circa 27 kg. Comunque, la specie di Marsh A. major (anche conosciuto come Ammosaurus) era più largo, da 2,5 m fino a 4 m ed alcune stime gli attribuiscono un peso fino a 70 kg. Tutte le specie di Anchisaurus sono vissute nel Giurassico inferiore, più precisamente dal Pliensbachiano al Toarciano, tra i 200 e i 188 milioni di anni fa.
Digerire materia vegetale è un processo biochimico più impegnativo che digerire carne, per questo motivo i dinosauri erbivori necessitavano di un più lungo intestino. Poiché questo doveva essere posizionato di fronte alla pelvi, il bilanciamento delle due gambe diveniva molto più difficile, per questo motivo i dinosauri divennero più grandi e gradualmente la loro evoluzione li portò alla posizione quadrupede che caratterizza gli ultimi sauropodi come il Diplodocus. I Prosauropodi, quindi, rappresentarono una fase intermedia tra i primi erbivori bipedi e gli ultimi giganti sauropodi. L'Anchisaurus era tipico di questo gruppo, che fiorì velocemente durante l'ultimo Triassico e Giurassico. Dovrebbe aver trascorso la maggior parte del suo tempo su quattro gambe, ma doveva anche essere in grado di alzarsi sulle due zampe posteriori per raggiungere le piante più in alto.
D'altra parte, alcuni paleontologi credono che l'Anchisaurus potesse anche mangiare carne, essendo una forma di transizione tra due differenti gruppi. I denti erano arrotondati, ma con punta seghettata, suggerendo che il dinosauro in questione potesse masticare gran parte della materia vegetale a disposizione, e la posizione dell'articolazione della mandibola non è quella ideale per strappare la carne: il dibattito è tuttora aperto. Il pollice è dotato di un grosso artiglio ed i grandi occhi non erano interamente laterali (come ci si sarebbe aspettato in un animale preda dei carnivori).
Essendo "a metà strada" tra un quadrupede ed un bipede, l'Anchisaurus doveva avere zampe frontali multifunzionali. Come “mani”, esse potevano essere girate all'interno ed usate per graffiare o scavare. Aveva un semplice primo “dito” opponibile, simile ad un “pollice”. Come per il piede, le cinque dita potevano essere distese contro il suolo ed erano forti e resistenti. Questa struttura non specializzata era tipica dei primi dinosauri.

## Classificazione
Nonostante il suo aspetto, l'Anchisaurus non è un prosauropode, ma un sauropode molto primitivo.
Marsh usò inizialmente il nome di Hitchcock', Megadactylus, ma questo nome era già stato utilizzato precedentemente. Perciò, nel 1882, lo rinominò Amphisaurus. Nonostante ciò, anche questo nome era in uso, motivo per cui esso diventò Anchisaurus nel 1885.
Per quanto riguarda la specie tipo, per Hitchcock era A. polyzelus. L'A. major di Marsh ("lucertola vicina più grande") è ancora considerata una specie valida (come l'Ammosaurus) ma il suo A. colurus (1891),  anche conosciuto come Yaleosaurus (von Huene, 1932), è ora generalmente accettato come il femminile di A. polyzelus, ed il suo A. solus del 1892 è ora riclassificato come Ammosaurus major. Comunque, l'Ammosaurus major stesso può essere usato come sinonimo di A. polyzelus.
Robert Broom lo nominò Gyposaurus capensis nel 1911, dalle ossa scoperte di Sudafrica ma Peter Galton lo rinominò ufficialmente in A. capensis nel 1976. Questa specie è stata poi riclassificata nuovamente ed è probabilmente una forma giovanile di Massospondylus carinatus. G. sinensis faceva anche riferimento a quest'ultimo, ma sembra essere un animale diverso.  Altri campioni aspettano comunque di essere riclassificati. Questa confusione è tipica dei primi dinosauri riconosciuti, quando la classificazione era ancora incerta.